# نقاب مرگ سرخ (فیلم ۱۹۶۴)
«بالماسکه مرگ سرخ» (انگلیسی: The Masque of the Red Death) فیلمی در ژانر ترسناک از راجر کورمن محصول سال ۱۹۶۴ و با بازی وینسنت پرایس است که براساس داستانی از ادگار آلن‌پو به همین نام ساخته شد.

## بازیگران
- وینسنت پرایس
- هیزل کورت
- جین اشر
- یانگ گرین
- پاتریک مگی
- رابرت براون
- جان استون